# Dörhai
Dörhai ist eine hochmittelalterliche Wallanlage im südlichen Sackwald im Landkreis Hildesheim in Niedersachsen. Sie liegt in der Nähe der Ruine Burg Winzenburg.

## Lage und Baubeschreibung
Die Wallanlage befindet sich auf einem Hochplateau unmittelbar neben dem Rennstieg zwischen Winzenburg und Hornsen auf einer Höhe von ungefähr 300 m.
Sie liegt auf einem Sporn, der im Südosten und Südwesten steil abfällt. Die übrigen Seiten sind durch einen halbkreisförmigen Abschnittswall gesichert, der eine Fläche von ca. 52 × 47 m einschließt. Der Wall weist eine Basisbreite von 8 m und noch 1,50–1,80 m Höhe auf. Ihm ist ein 4 m breiter und bis zu 1,30 m tiefer Graben vorgelagert. Die Ausgrabung von 1965 hat ergeben, dass der Wall ist offenbar ohne Holzeinbauten nur aus den Kalkbrocken aufgeschüttet wurde, die beim Grabenaushub anfielen.

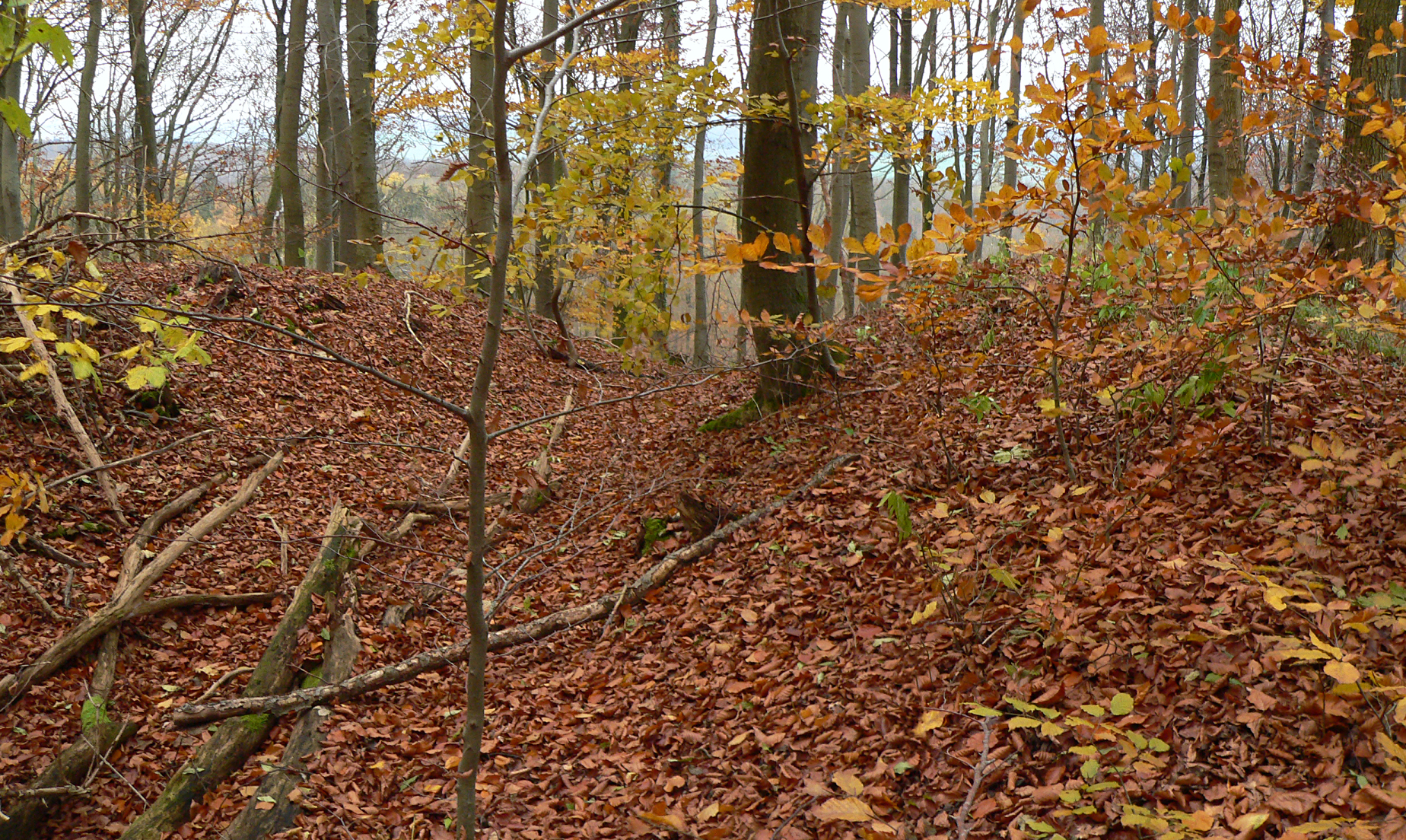
Mittig der Graben und rechts der Wall, dahinter der Steilabhang
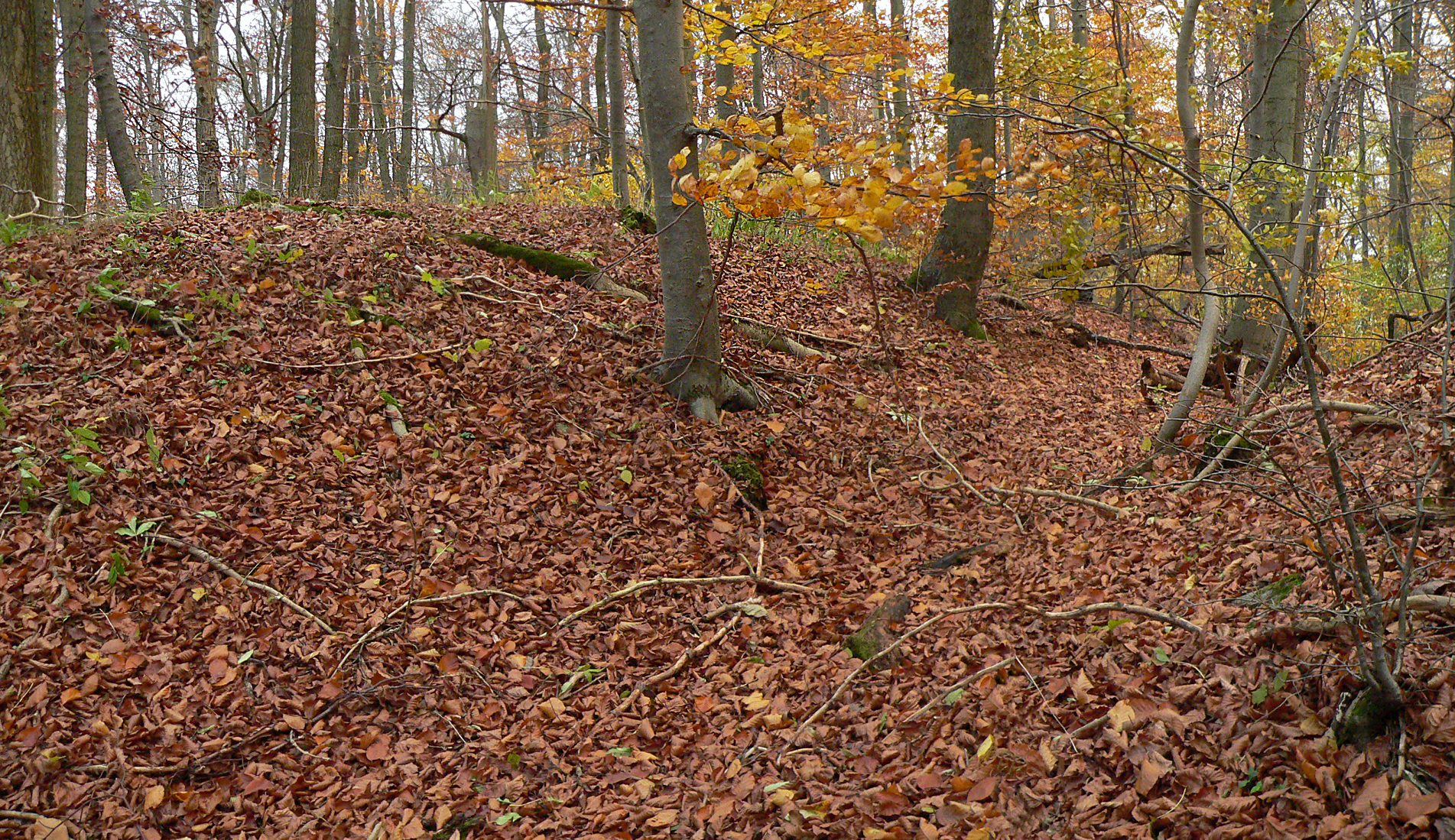
Links der Wall, daneben rechts der Graben

## Einordnung
Es existiert keine schriftliche Überlieferung, die auf diese Befestigung bezogen werden kann. Laut den Funden wurde sie im späten 12. und frühen 13. Jahrhundert genutzt.  Für eine solche Datierung besitzt sie ein ungewöhnlich archaisches Erscheinungsbild und entspricht in ihrer Gestalt eher karolingisch-ottonischen Anlagen. Es handelt sich offenbar um eine nur kurzzeitig genutzte Anlage, die vielleicht als ein Vorposten der Winzenburg zur Beobachtung des Rennstiegs angesprochen werden kann. Bauherr wäre in diesem Fall der Bischof von Hildesheim  gewesen.

## Befestigungsanlagen in der Nähe
- Eringaburg
- Burg Greene
- Burg Hausfreden
- Burg Winzenburg
- Tiebenburg
- Hohe Schanze
- Ohlenburg
- Läsekenburg
- Gartenkamp